# 乔凡尼·皮萨诺

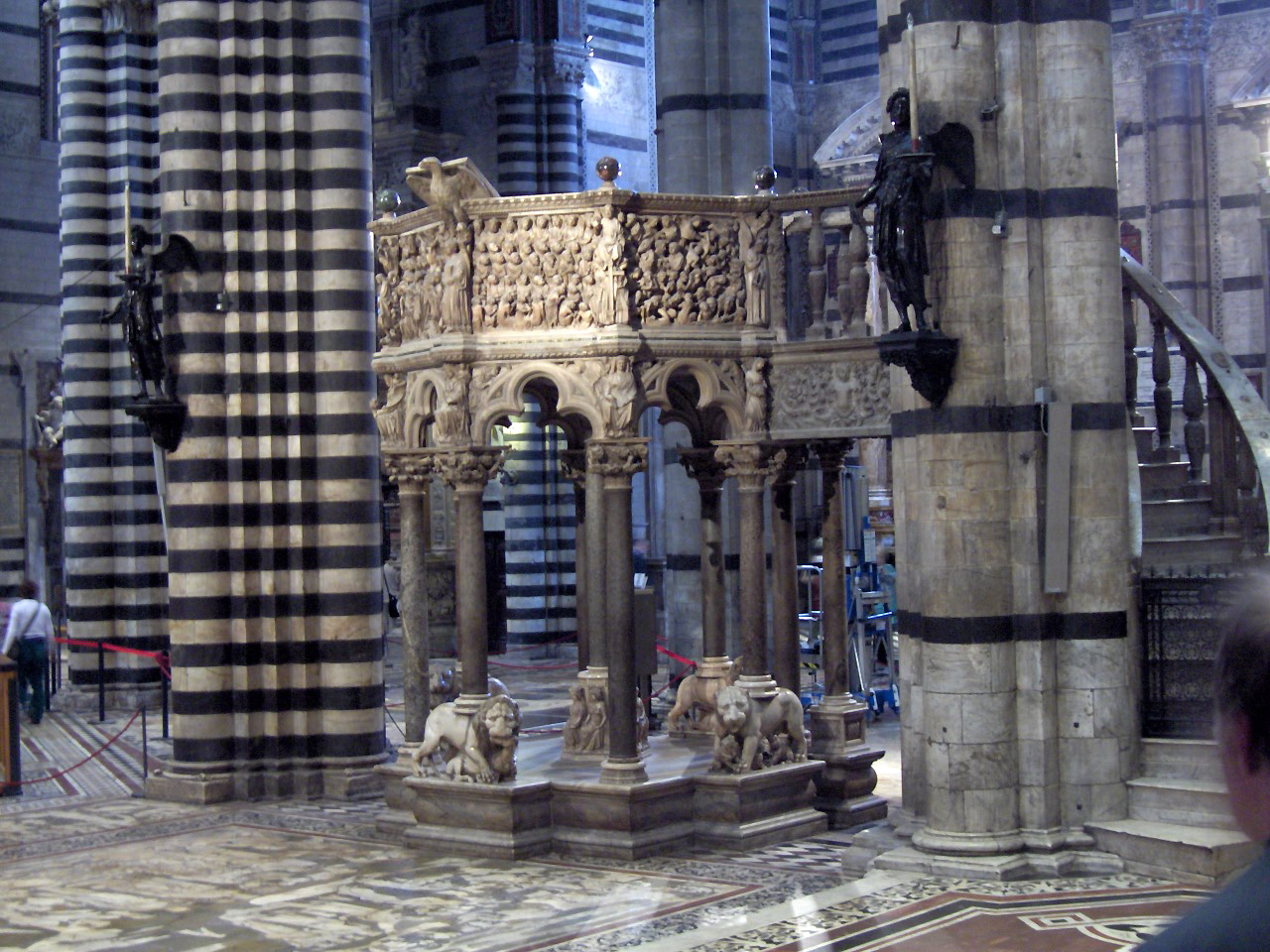
锡耶纳主教座堂祭坛雕刻

乔凡尼·皮萨诺（Giovanni Pisano，1250年—1315年），是意大利文艺复兴时期著名的雕刻家。他是尼古拉·皮薩諾的儿子，他从其父那里习得雕刻艺术的技法。在1265年至1268年他与其父为锡耶纳主教座堂设计祭坛。